# Куп Драже Михаиловића
Куп Драже Михаиловића је годишњи кошаркашки турнир у коме се такмиче српски клубови из Аустралије. Настао је на иницијативу кошаркашких ентузијаста и игра се од 1993. године. Ово такмичење је један од главних спортских догађаја Српске дијаспоре у Аустралији. Такмичење носи назив по началнику штаба Врховне команде Југословенске војске у Отаџбини – Драгољубу Михаиловићу.

## Прваци
| Сезона | Град домаћин | Победник             | Финалиста            |
| ------ | ------------ | -------------------- | -------------------- |
| 1993.  | Мелбурн      | Делије Сиднеј        | Бели Орлови Мелбурн  |
| 1994.  | Сиднеј       | Бели Орлови Мелбурн  | Делије Сиднеј        |
| 1995.  | Аделејд      | Бели Орлови Мелбурн  | Делије Сиднеј        |
| 1996.  | Мелбурн      | Сиднеј Соколови      | Бели Орлови Мелбурн  |
| 1997.  | Сиднеј       | Сиднеј Соколови      | Бели Орлови Мелбурн  |
| 1998.  | Аделејд      | Аделејд Голубови     | Бели Орлови Мелбурн  |
| 1999.  | Мелбурн      | Сиднеј Соколови      | Аделејд Голубови     |
| 2000.  | Сиднеј       | Сиднеј Соколови      | Обилић Сиднеј        |
| 2001.  | Канбера      | Сиднеј Соколови      | Београд Аделејд      |
| 2002.  | Мелбурн      | Обилић Сиднеј        | Бели Орлови Мелбурн  |
| 2003.  | Сиднеј       | Београд Аделејд      | Обилић Сиднеј        |
| 2004.  | Мелбурн      | Обилић Сиднеј        | Мелбурн Хазардери    |
| 2005.  | Олбери       | Бели Орлови Бризбејн | Београд Аделејд      |
| 2006.  | Аделејд      | Обилић Сиднеј        | Бели Орлови Бризбејн |
| 2007.  | Бризбејн     | Бели Орлови Бризбејн | Обилић Сиднеј        |
| 2008.  | Сиднеј       | Обилић Сиднеј        | Бели Орлови Бризбејн |
| 2009.  | Мелбурн      | Обилић Сиднеј        | Бели Орлови Мелбурн  |
| 2010.  | Аделејд      | Обилић Сиднеј        | Бели Орлови Бризбејн |
| 2011.  | Бризбејн     | Бели Орлови Бризбејн | Обилић Сиднеј        |
| 2012.  | Сиднеј       | Обилић Сиднеј        | Бели Орлови Бризбејн |
| 2013.  | Мелбурн      | Бели Орлови Мелбурн  | Обилић Сиднеј        |
| 2014.  | Аделејд      | Бели Орлови Мелбурн  | Обилић Сиднеј        |
| 2007.  | Бризбејн     |                      |                      |

## Успешност клубова
| Клуб                    | Победник | Финалиста | Година (победник)                         | Година (финалиста)                        |
| ----------------------- | -------- | --------- | ----------------------------------------- | ----------------------------------------- |
| КК Обилић Сиднеј        | 7        | 6         | 2002, 2004, 2006, 2008, 2009, 2010, 2012. | 2000, 2003, 2007, 2011, 2013, 2014.       |
| КК Сиднеј Соколови      | 5        | -         | 1996, 1997, 1999, 2000, 2001, 2002        | -                                         |
| КК Бели Орлови Мелбурн  | 4        | 7         | 1994, 1995, 2013, 2014                    | 1993, 1996, 1997, 1998, 2002, 2009, 2010. |
| КК Бели Орлови Бризбејн | 3        | 4         | 2005, 2007, 2011.                         | 2006, 2008, 2010, 2012.                   |
| КК Београд Аделејд      | 1        | 2         | 2003.                                     | 2001, 2005.                               |
| КК Делије Сиднеј        | 1        | 2         | 1993.                                     | 1994, 1995.                               |
| KK Аделејд Голубови     | 1        | 1         | 1998.                                     | 1999.                                     |
| КК Мелбурн Хазардери    | -        | 1         | -                                         | 2004.                                     |